# Phạm Thừa Thừa
Phạm Thừa Thừa (tiếng Trung: 范丞丞; sinh ngày 16 tháng 6 năm 2000) là một nam ca sĩ, rapper, diễn viên người Trung Quốc. Anh từng là thành viên của nhóm nhạc Nine Percent và hiện là thành viên của NEXT

## Tiểu sử
Phạm Thừa Thừa sinh ngày 16 tháng 6 năm 2000 tại Thanh Đảo, Sơn Đông, là em trai của nữ diễn viên  Phạm Băng Băng.

## Sự nghiệp
Năm 2018, Phạm Thừa Thừa tham gia Idol Producer, một chương trình sống còn của nhóm nhạc nam  phát sóng từ 19 tháng 1 đến ngày 6 tháng 4. Kết thúc cuộc thi với kết quả hạng 3 chung cuộc, Phạm Thừa Thừa đã chính thức ra mắt với tư cách thành viên của Nine Percent.
Trước khi Nine Percent tan rã, Phạm Thừa Thừa tiếp tục ra mắt với tư cách thành viên nhóm NEXT của Yuehua Entertainment với bài hát "Wait a Minute" vào ngày 21 tháng 6 năm 2018. Vào ngày 23 tháng 6 năm 2018, NEXT đã tổ chức buổi gặp mặt người hâm mộ lần đầu tiên tại Bắc Kinh. Phạm Thừa Thừa đã phát hành đĩa đơn kỹ thuật số đầu tiên của mình mang tên "I'm Here" vào ngày 22 tháng 11 năm 2018, và "Dumb Show" vào tháng 12 cùng năm. Anh cho ra mắt EP đầu tay vào ngày 16 tháng 6 năm 2019, với ca khúc chủ đề mang tên "Like A Fan". Phạm Thừa Thừa đã tham gia một số chương trình tạp kỹ như Youth Periplous hay Chase Me trong năm 2019. Anh cũng có vai diễn đầu tiên của mình khi tham gia dự án phim Linh vực cùng nữ diễn viên Trình Tiêu. Nine Percent hết hạn hợp đồng vào ngày 6 tháng 10 năm 2019 và chính thức kết thúc hoạt động nhóm bằng buổi concert chia tay tại Nhà thi đấu Quảng Châu vào ngày 12 cùng tháng.

## Danh sách đĩa và album

### Các bài thi trong Idol Producer
| Vòng                    | Tiết mục   | Nguyên gốc    | Vị trí      | Hợp tác cùng |
| ----------------------- | ---------- | ------------- | ----------- | --- |
| Xếp Lớp                 | EOEO       | UNIQ          | Lớp D       | TTS Yue Hua |
| Vòng 1 Ca khúc chủ đề   | Ei Ei      | Idol Producer |             | 100 thực tập sinh |
| Vòng 2 Đánh giá nhóm    | Can't stop | CNBLUE        | Center      | Justin Hoàng Minh Hạo, Vưu Trưởng Tĩnh, Lâm Siêu Trạch, Trịnh Duệ Bân, Lữ Thần Du, Đặng Lãng Di                          |
| Vòng 3 Đánh giá vị trí  | Very Good  | Tự sáng tác   | Rapper      | Bối Hoành Lân, Lý Tuấn Nghị, Đàm Tuấn Nghị                                                                               |
| Vòng 4 Đánh giá concept | Dream      | Idol Producer | Main Rapper | Justin Hoàng Minh Hạo, Chu Chính Đình, Chu Tinh Kiệt, Châu Ngạn Thần, Đinh Trạch Nhân, Tiền Chính Hạo                    |
| Hợp tác cùng HLV        | Đặc vụ J   |               | Vocal       | Chu Khuyết Quỳnh, Tất Văn Quân, Nhạc Nhạc, Jeffrey, Từ Thánh Ân, Lý Hi Khản, Dư Minh Quân                                |
| Vòng 5 Đánh giá debut   | Mack daddy | Idol Producer | Rapper      | Trần Lập Nông, Chu Chính Đình, Thái Từ Khôn, Vương Tử Dị, Bốc Phàm, Chu Tinh Kiệt, Tiền Chính Hạo, Tần Phấn, Từ Thánh Ân |
| Chung Kết               | Forever    | Idol Producer | Vocal       | Top 20 Idol Producer |

### Album
| Title      | Album details | Sales     | Ref.   |
| ---------- | --- | --------- | ------ |
| Like A Fan | - Ra mắt: 16 tháng 6 năm 2019 - Ngôn ngữ: Quan thoại - Hãng: Yuehua Entertainment Danh sách bài hát 1. "Dip Out" 2. "Finesse" 3. "Straight"                | 1,043,106 | [ 8 ]  |
| EMERGING   | - Ra mắt: 16 tháng 6 năm 2020 - Ngôn ngữ: Quan thoại - Hãng: Yuehua Entertainment Danh sách bài hát 1. "困兽" 2. "Missed Texts" 3. "2 Minds" 4. "过度呼吸" | 679,080   | [ 10 ] |
| 咦？       | - Ra mắt: 16 tháng 6 năm 2021 - Ngôn ngữ: Quan thoại - Hãng: Yuehua EntertainmentDanh sách bài hát 1. "Born to Lose" 2. "MAD!" 3. "2" 4. "Proud of Myself" | 1,154,060 |        |

### Đĩa đơn
| Tiêu đề                            | Năm  | Vị trí trên BXH         | Bán       | Album                         |
| Tiêu đề                            | Năm  | Billboard China Top 100 | Bán       | Album                         |
| ---------------------------------- | ---- | ----------------------- | --------- | ----------------------------- |
| "I'm Here"                         | 2018 | —                       | 2,800,685 | Đĩa đơn không nằm trong album |
| "哑剧 (Dumb Show)"                 | 2018 | —                       | —         | Đĩa đơn không nằm trong album |
| "Hi Wake Up"                       | 2019 | —                       | —         | 青春的花路                    |
| "Dip out"                          | 2019 | —                       | —         | Like A Fan                    |
| "Let Go"                           | 2019 | —                       | —         | 青春的花路                    |
| "快乐很简单 (Happiness is Simple)" | 2020 | —                       | —         | Đĩa đơn không nằm trong album |
| "Can't Slow Down"                  | 2020 | 18                      | —         | Đĩa đơn không nằm trong album |

## Sự nghiệp diễn viên

### Phim truyền hình
| Năm  | Tên                    | Tên gốc      | Vai diễn     | Vai trò         | Ghi chú                                       | Nguồn         |
| ---- | ---------------------- | ------------ | ------------ | --------------- | --------------------------------------------- | ------------- |
| 2021 | Linh vực               | 灵域         | Tần Liệt     | Nam chính       | Trình Tiêu                                    | [ 14 ] [ 15 ] |
| 2021 | Nguyện vọng chí mạng   | 致命愿望     | Cừu Văn Đông | Nam chính thứ 2 | Phùng Thiệu Phong, Văn Kỳ                     | [ 16 ] [ 17 ] |
| 2022 | Vai trái có bạn        | 左肩有你     | Tưởng Thừa   | Nam chính       | Vương An Vũ                                   |               |
| 2022 | Thời gian bị lãng quên | 男朋友典当行 | Lộ Tiểu Phàm | Nam chính       | Lam Doanh Oánh                                |               |
| 2023 | Từng niên thiếu        |              | Dương Trừng  | Nam phụ         | Quan Hiểu Đồng, Trương Nhất Sơn, Lý Khuê Nhuế |               |

### Phim điện ảnh
| Năm  | Tên                   | Tên gốc  | Vai diễn      | Nguồn |
| ---- | --------------------- | -------- | ------------- | ----- |
| 2021 | Door lock             | 门锁     | Tiểu Ngô      |       |
| 2023 | Nhân Sinh Bất Lộ Thục | Godspeed | Vạn Nhất Phàm |       |

### Phim ngắn
| Năm  | Tên                         | Tên gốc        | Vai diễn     | Bạn diễn | Ghi chú |
| ---- | --------------------------- | -------------- | ------------ | -------- | ------- |
| 2020 | Em muốn chúng ta ở bên nhau | 我要我们在一起 | Lâm Bất Miên | Tần Lam  |         |

### Chương trình truyền hình
| Năm  | Tên                         | Tên gốc        | Vị Trí     | Kênh           | Ghi chú                                         | Nguồn         |
| ---- | --------------------------- | -------------- | ---------- | -------------- | ----------------------------------------------- | ------------- |
| 2018 | Idol Producer               | 偶像练习生     | Thí sinh   | IQIYI          | Top 3 chiến thắng                               |               |
| 2018 | Ký ức hạn định              | 限定的记忆     | Thành viên | IQIYI          | Tham gia cùng NINEPERCENT                       |               |
| 2018 | Happy Camp                  | 快乐大本营     | Khách mời  | Hồ Nam TV      | Tập ngày 3 tháng 2. Tham gia cùng Idol Producer |               |
| 2018 | Happy Camp                  | 快乐大本营     | Khách mời  | Hồ Nam TV      | Tập ngày 2 tháng 6.Tham gia cùng Nine Percent   |               |
| 2018 | Happy Camp                  | 快乐大本营     | Khách mời  | Hồ Nam TV      | Tập ngày 7 tháng 7. Cùng Justin, Chu Chính Đình |               |
| 2018 | Keep Running                | 奔跑吧         | Khách mời  | Chiết Giang TV | Tập ngày 25 tháng 5                             |               |
| 2019 | Thanh xuân hoàn du ký       | 青春环游记     | Thành viên | Chiết Giang TV | Gồm 12 tập                                      | [ 18 ]        |
| 2019 | Chase Me                    | 追我吧         | Thành viên | Chiết Giang TV | Gồm 3 tập                                       | [ 19 ] [ 20 ] |
| 2019 | Hoa lộ thanh xuân           | 青春的花路     | Thành viên | IQIYI          | Gồm 12 tập                                      |               |
| 2019 | Thiếu niên đáng mong chờ    | 少年可期       | Thành viên | MangoTV        | Gồm 13 tập. Tham gia cùng NEX7                  |               |
| 2019 | Happy Camp                  | 快乐大本营     | Khách mời  | Hồ Nam TV      | Tập ngày 19 tháng 10.                           |               |
| 2019 | Bạn trai của con gái tôi    | 女兒們的男朋友 | Thành viên | Tencent Video  | Gồm 6 tập                                       |               |
| 2019 | Lời thú tội thực phẩm 3     | 美食告白記3    | Khách Mời  | Tencent Video  |                                                 |               |
| 2020 | Tôi muốn cuộc sống như vậy  | 我要这样生活   | Thành viên | IQIYI          | Gồm 6 tập                                       |               |
| 2020 | Thanh xuân hoàn du kí mùa 2 | 青春环游记2    | Thành viên | Chiết Giang TV | Gồm 12 tập                                      |               |
| 2020 | Đàn ông làm việc nhà mùa 2  | 做家務的男人2  | Thành viên | IQIYI          | Gồm 12 tập                                      |               |
| 2020 | Đối tác trào lưu            | 潮流合伙人2    | Thành viên | IQIYI          | Gồm 12 tập                                      | [ 21 ]        |
| 2020 | Bạn ơi hãy lắng nghe        | 朋友请听话     | Khách mời  | Mango TV       | Tập 2, tháng 3.                                 |               |
| 2020 | Minh tinh đại trinh thám    |                | Khách mời  | MangoTV        | Tập 8, ngày 24 tháng 3                          |               |
| 2020 | Nhiệm vụ ngọt ngào          |                | Khách mời  | Mango TV       | Tập 37.                                         |               |
| 2020 | Happy Camp                  | 快乐大本营     | Khách mời  | Hồ Nam TV      | Tập ngày 27 tháng 6.                            |               |
| 2021 | Thanh xuân hoàn du ký mùa 3 | 青春环游记3    | Thành viên | Chiết Giang TV | Gồm 12 tập                                      |               |
| 2022 | Have Fun 2                  |                | Thành viên | Chiết Giang TV | Gồm 12 tập                                      |               |
| 2023 | Keep Running mùa 11         | 奔跑吧         | Thành viên | Chiết Giang TV | Đang phát sóng                                  |               |

## Quảng cáo và tạp chí
| Năm  | Hãng quảng cáo                     | Vị trí                         |
| ---- | ---------------------------------- | ------------------------------ |
| 2018 | Paparcipe                          | Người phát ngôn                |
| 2018 | 资生堂Shiseido                     | Người phát ngôn                |
| 2019 | I DO                               | Người phát ngôn                |
| 2019 | FRED                               | Người phát ngôn                |
| 2019 | Fenty Beauty                       | Đại sứ thương hiệu Trung Quốc  |
| 2020 | Changan Mazda                      | Người phát ngôn Mazda CX-30    |
| 2020 | Tmall Global                       | Người phát ngôn toàn cầu       |
| 2020 | Crest                              | Đại sứ thương hiệu             |
| 2020 | 雅漾Avene                          | Đại sứ thương hiệu             |
| 2020 | Erie Cheese                        | Người phát ngôn thương hiệu    |
| 2021 | Innisfree                          | Người phát ngôn tại Trung Quốc |
| 2021 | 高姿                               | Người phát ngôn                |
| 2021 | Givenchy                           | Đại sứ thương hiệu             |
| 2021 | Christian Louboutin                | Đại sứ thương hiệu             |
| 2021 | Gold Bond                          | Đại sứ thương hiệu             |
| 2021 | 特步体育                           | Đại sứ thương hiệu             |
| 2021 | 珀莱雅                             | Người phát ngôn toàn cầu       |
| 2021 | BVLGARI                            | Đại sứ thương hiệu Trung Quốc  |
| 2021 | 畅轻                               | Đại sứ thương hiệu             |
| 2021 | Rarone雷诺表                       | Người phát ngôn toàn cầu       |
| 2021 | 小茗同学                           | Đại sứ thương hiệu             |
| 2021 | 苏泊尔                             | Người phát ngôn                |
| 2021 | Guanfang - Under the Hawthorn Tree | Đại sứ thương hiệu             |
| 2021 | PDC                                | Người phát ngôn toàn cầu       |
| 2021 | BOTANIST蓓甜诗                     | Đại sứ thương hiệu             |

## Giải thưởng và đề cử
| Năm  | Lễ trao giải                                                   | Hạng mục                                     | Kết quả   | Nguồn         |
| ---- | -------------------------------------------------------------- | -------------------------------------------- | --------- | ------------- |
| 2018 | Sohu Fashion Awards                                            | Ngôi sao nam có ảnh hưởng thời trang của năm | Đoạt giải | [ 22 ]        |
| 2018 | Sogou IN Panorama · Selection Ceremony                         | Thần tượng có ảnh hưởng nhất của năm         | Đoạt giải |               |
| 2018 | Bảng xếp hạng quyền lực thời trang lần thứ 10 của Báo Tân Kinh | Nghệ sĩ thế lực mới của năm                  | Đoạt giải | [ 23 ] [ 24 ] |
| 2020 | iQIYI Scream Night (Đêm hội gào thét)                          | Ca sĩ có nhân khí tăng vọt của năm           | Đoạt giải | [ 25 ]        |
| 2021 | iQIYI Scream Night (Đêm hội gào thét)                          | Nghệ sĩ mới được mong đợi nhất               | Đoạt giải |               |
| 2021 | iQIYI Scream Night (Đêm hội gào thét)                          | Ngôi sao tống nghệ của năm                   | Đoạt giải |               |